# Sapta Marga (Cakranegara)
Sapta Marga is een bestuurslaag in het regentschap Mataram van de provincie West-Nusa Tenggara, Indonesië. Sapta Marga telt 6868 inwoners (volkstelling 2010).